# Singer Building
O Singer Building ou Singer Tower, em Liberty Street e Broadway em Lower Manhattan Financial District, no estado de Nova York, foi um arranha-céu de escritórios de 47 andares e 187 metros, concluído em 1908 como a sede da Singer Manufacturing Company. Foi demolido em 1968, para dar lugar ao One Liberty Plaza.